# سامسون تيجاني
سامسون تيجاني (مواليد 17 مايو 2002) هو لاعب كرة قدم نيجيري يلعب في مركز خط الوسط في نادي ريد بل سالزبورغ.

## وصلات خارجية
- سامسون تيجاني على موقع الاتحاد الأوربي (الإنجليزية)
- سامسون تيجاني على موقع قاعدة بيانات كرة القدم.إي يو (الإنجليزية)
- سامسون تيجاني على موقع ناشيونال فوتبول تيمز (الإنجليزية)
- سامسون تيجاني على موقع Soccerbase.com (لاعب) (الإنجليزية)
- سامسون تيجاني على موقع Soccerway.com (الإنجليزية)
- سامسون تيجاني على موقع عالم كرة القدم.نت (الإنجليزية)